# Ratusz (nowy) miasta Podgórza

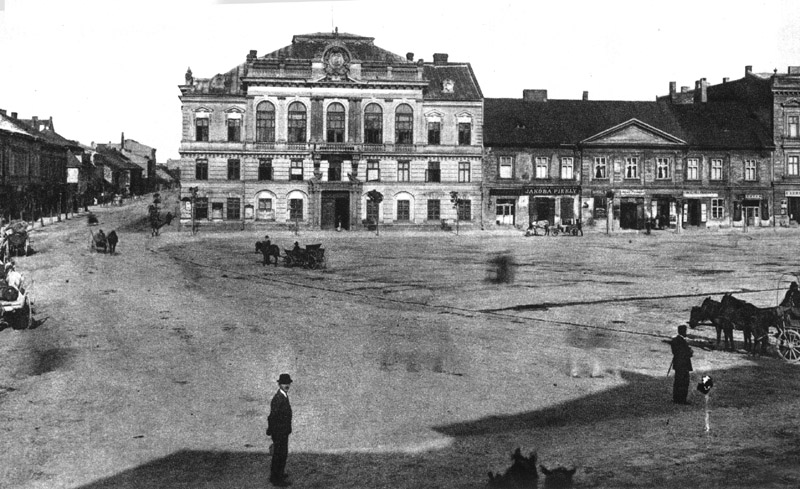
Ratusz na zdjęciu Ignacego Kriegera pod koniec XIX wieku

Nowy Ratusz (Magistrat) dawnego miasta Podgórza – budynek zabytkowy w Krakowie, w prawobrzeżnej części miasta, przy Rynku Podgórskim (na rogu ul. Limanowskiego) w Dzielnicy XIII Podgórze.

## Historia
Funkcję ratusza wcześniej pełnił dworek pod Białym Orłem. Drugi (i ostatni) ratusz Wolnego Królewskiego Miasta Podgórza zbudowano w latach 1838–1844 po regulacji rynku. Podczas przebudowy przeprowadzonej w latach 1891–1892 budynek uzyskał obecny wygląd. Architekt miejski Podgórza Józef Kryłowski zmienił elewację i nadbudował drugie piętro na którym urządzono reprezentacyjną salę obrad.
We wnętrzu zachowało się wiele elementów oryginalnego wyposażenia np. wyposażenie sali Rady Miasta Podgórza,  w zwieńczeniu fasady herb Podgórza, a na fasadzie tablica pamiątkowa poświęcona 45 legionistom z Podgórza, którzy zginęli podczas I wojny światowej. W latach 1993–1997 przeprowadzono remont i adaptacje budynku dla Wydziału Architektury i Nadzoru Budowlanego Urzędu Miasta Krakowa. Obecnie mieści się w nim Wydział Mieszkalnictwa Urzędu Miasta Krakowa oraz biuro i siedziba Rady i Zarządu Dzielnicy XIII Podgórze.